# Jag山本
Jag山本（ジャグやまもと、1969年 - ）は、日本のプロデューサー、クリエイター、演出家、作家である。マルチメディアコンテンツ制作やプロジェクトマネジメントに携わっており、Jagプロジェクト合同会社の代表を務める。漢字では山本釈弘と表記されていることもある。。また、ドイツのセキュリティソフト会社G Data Software A.Gの日本法人代表としても活動した経験がある。
DVD-VideoとDVD-ROMを組み合わせたハイブリッドDVD「Clonez」や、QuickTime形式によるMPEG再生ソリューション、BeOS専門誌の発行など、複数のマルチメディア製品を企画・開発した。これらの活動は『Mac Fan』2003年4月15日号（毎日コミュニケーションズ刊）の特集「もうひとつのMacintosh物語」にて紹介されている。

## 受賞歴
『作品名』(媒体) 作品での担当、受賞した内訳
- 『ヴァーチャル未亡人』(CD-ROM) 音楽/ディレクション、宝島マルチメディアグランプリ他
- 『CLONEZ』(映画) 効果、東スポ映画賞 光月夜也 主演女優賞
- 『AVメモリアル1【イヴ〜神代弓子】』(CD-ROM) 企画/プロデュース、CD-ROM評論家協会 協会奨励賞
- 『メカドリル』(CD-ROM) coProduce、CD-ROM評論家協会 協会奨励賞、
- 『北斗の拳「激打」「激打2」「激打0」』(CD-ROM) テクニカルディレクション/トレーニングメソッド開発、BCNアワード
- 『DaViDeo』(ソフトウェア) 日本語版プロデュース、BCNアワード
- 『DaViDeoHyperVideo』(ソフトウェア) 製品企画/技術開発/プロデュース、BCNアワード
- 『Linux2000G』(ソフトウェア) 製品企画/プロデュース、MACLIFEグランプリ
- 『Linux2000Gサーバー』(ソフトウェア) coProduce、グッドデザイン賞

## ソフトウェアプロデュース/ディレクションなど
- 1990年代後半、バーチャルメディアとアートの融合をテーマにした「ヴァーチャル未亡人」シリーズや、マルチメディア作品『CLONEZ（クローンズ）』、デジタルエロチカシリーズなどのプロデュースを手がけた。また、谷田一郎による『UNDERGROUND A to Z: SO OUT』、天久聖一による『メカドリル』などの作品企画にも関与しており、当時のマルチメディア界で注目を集めた[4]。  さらに1990年代から2000年代初頭にかけては、CD-ROMおよびタイピングソフトを中心としたマルチメディア作品のプロデュースも多数手がけている。代表的なタイトルには、『つのだじろう 心霊写真PhotoCD』、『北斗の拳 激打』『激打2』『激打ZERO』、『横浜銀蠅タイピング』、『ゴルゴ13 タイピング極打』、『すしあざらしタイピング』、『アフロ犬タイピング』、『恐怖新聞タイピング』、Linux OS関連の『HOLON Linux』『Linux2000G』、さらには動画編集ソフト『DaViDeoシリーズ』など。

国産3Dソフトウェア　Shadeシリーズのver13のプロダクトマーケティング・プロダクトマネージメントを担当。晋遊舎「MONOQLO」のシンボルマークコンテスト主催・Shade for Unityなどを手がける。
。。。

## 執筆/編集長
- 「マイナー派よ!勃ちやがれ」(WIRED日本語版 連載)
- 「BIG COCK」(九鬼 編集長)
- 「Beマガジン」(ラッセル社出版 編集長)
- 「GIGAZINE」(寄稿)
- 「新IT時代への提言2011」(アスキー総合研究所 執筆)[8]
- 「クチコミ信者の銭失い」(月刊MONOQLO 連載)
- VALED.Press 編集人
- 声優イベント「寺談」シリーズ原作[9]

## 音楽
- 寺談シリーズ[10]